# 行政院驻平政务整理委员会
行政院驻平政务整理委员会（简称政整会），是1933年6月至1935年8月南京国民政府在北平设立的行政领导机构。负责整理华北五省（河北、山西、山东、绥远、察哈尔）二特别市（北平、天津）政务。

## 历史
1935年5月4日国民政府公布了中政会第355次会议通过的《行政院驻平政务整理委员会暂行组织大纲》。1933年5月国民政府军事委员会北平分会总参议熊斌同日本签订了塘沽协定。1933年6月17日在北平旧外交部大楼召开第一次全体会议。
委员会委员二十三人，由行政院长提请中央政治会议通过后由国民政府特派。并于委员中指定委员长一人，总理全会事务。
- 委员长：黄郛
- 委员23人：中央军政大员7人：黄郛、黄绍竑、李石曾、张继、王伯群、蒋梦麟、恩克巴图；华北地方杂牌军政要员8人：于学忠、韩复榘、徐永昌、傅作义、宋哲元、王树翰、刘哲、鲁荡平；北洋遗老5人：王揖唐、周作民、张志潭、王克敏、汤尔和；当地名流3人：丁文江、张伯苓、张厉生。黄绍竑、张继、丁文江、鲁荡平、张厉生先后辞职，国民政府另派何其巩、沈鸿烈、袁良、萧振瀛、耿毅为委员。
- 参议厅
- 秘书处 秘书长何其巩
- 调查处
- 政务处 政务主任王树翰
- 财务处 财务主任王克敏

战区接收委员会：1933年6月29日，国民政府公布了战区接收委员会组织大纲。7月1日在天津成立。附设于河北省政府。委员长由河北省政府主席于学忠兼任。
- 委员9人：于学忠、魏鉴、薛之珩、雷寿荣、李择一、殷同、陶尚铭、刘石荪、钱宗泽
- 秘书处：秘书长查耀
- 总务组
- 政务组：组长魏鉴（河北省民政厅长）
- 交通组：组长钱宗泽
- 特务组：组织陶尚铭

1933年10月16日，战区接收委员会结束。李际春
政整会实际只能控制北部战区各县的政务。1934年10月政整会第五次全体会议决定设战区整理委员会。1934年11月1日成立时改名战区清理委员会，黄郛自任委员长：
- 委员：军分会代表朱式勤、政整会委员李择一、北宁路局殷同、蓟密专员殷汝耕、滦榆专员陶尚铭、察哈尔省代表岳开先、河北省代表许同莘等七人
- 常委：李择一、朱式勤、殷同等三人
- 滦榆行政督察区：辖卢龙、迁安、抚宁、昌黎、滦县、乐亭、臨榆、宁河9县和都山设治局及唐山、臨榆两特种公安局，专员陶尚铭，驻唐山。
- 蓟密行政督察区：辖。

战区救济委员会：熊希龄、朱庆澜、王一亭提议成立，1933年6月9日行政院决定成立。6月14日行政院通过战区救济委员会组织大纲。黄郛任委员长，政整会委员兼任其委员。7月21日在北平旧外交部大楼召开第一次全体会议。
- 委员：黄郛、于学忠、李煜瀛等25人。1933年9月李凤岗代表察哈尔省担任委员。
- 农赈组：主任章元善
- 急赈组：主任于学忠
- 财政组：主任卞白眉

1935年8月29日，国民政府撤銷行政院驻平政务整理委员会。